# George Joseph Caruana
George Joseph Caruana (* 23. April 1882 in Sliema, Malta; † 25. März 1951 in Philadelphia; auch Jorge José Caruana) war ein maltesischer römisch-katholischer Geistlicher, Erzbischof und Diplomat des Heiligen Stuhls.

## Leben
Er war der Sohn von Amabile Caruana (1853–1904) und dessen Ehefrau Carmela Sammut (1856–1923). George Joseph Caruana besuchte das St. Ignatius's College in Birkirkara sowie das Capranica College, bevor er in Rom an der Päpstlichen Universität Gregoriana seine Studien fortsetzte. Am 28. Oktober 1905 empfing er in Malta die Priesterweihe durch den Bischof von Malta, Erzbischof Pietro Pace. 1907 ging George Joseph Caruana nach Manila, wo er Sekretär des Apostolischen Delegaten Erzbischof Ambrogio Agius wurde. Ab Oktober 1907 wandte er sich missionarischen Aufgaben auf den Philippinen zu. 1910 ging er als Gemeindepfarrer nach Brooklyn. Während des Ersten Weltkriegs diente er als Militärkaplan der United States Army in der Panamakanalzone und bis 1919 in Puerto Rico.
Papst Benedikt XV. ernannte ihn am 5. August 1921 zum Bischof von Puerto Rico. Die Bischofsweihe spendete ihm am 28. Oktober 1921 der Kardinalbischof von Porto e Santa Rufina, Antonio Kardinal Vico; Mitkonsekratoren waren Erzbischof Clemente Micara, Apostolischer Nuntius in der Tschechoslowakei, und Erzbischof Giovanni Maria Zonghi, Präsident der Päpstlichen Diplomatenakademie.
Am 22. Dezember 1925 wurde George Joseph Caruana zum Apostolischen Delegaten für die Antillen und Mexiko ernannt und am folgenden Tag zum Titularerzbischof von Sebastea erhoben. Von 1927 bis 1930 war er Internuntius in Haiti. Von 1935 bis 1947 wirkte er als Apostolischer Nuntius in Kuba, zugleich war er Nuntius in Puerto Rico.